# Real Valladolid Club de Fútbol 2022-2023
Questa voce raccoglie le informazioni riguardanti il Real Valladolid Club de Fútbol nelle competizioni ufficiali della stagione 2022-2023.

## Maglie e sponsor
| Casa | Trasferta | Terza divisa |

## Rosa
In corsivo i calciatori ceduti durante la stagione
| N. |                      | Ruolo | Calciatore      |
| -- | -------------------- | ----- | --------------- |
| 1  | Spagna (bandiera)    | P     | Jordi Masip     |
| 2  | Spagna (bandiera)    | D     | Luis Pérez      |
| 3  | Marocco (bandiera)   | D     | Zouhair Feddal  |
| 4  | Spagna (bandiera)    | C     | Kike Pérez      |
| 5  | Spagna (bandiera)    | D     | Javier Sánchez  |
| 6  | Spagna (bandiera)    | C     | Álvaro Aguado   |
| 7  | Spagna (bandiera)    | A     | Sergio León     |
| 8  | Spagna (bandiera)    | C     | Monchu          |
| 9  | Israele (bandiera)   | A     | Shon Weissman   |
| 10 | Spagna (bandiera)    | A     | Óscar Plano     |
| 11 | Ecuador (bandiera)   | C     | Gonzalo Plata   |
| 12 | Uruguay (bandiera)   | D     | Lucas Olaza     |
| 13 | Spagna (bandiera)    | P     | Sergio Asenjo   |
| 14 | Martinica (bandiera) | C     | Mickaël Malsa   |
| 15 | Marocco (bandiera)   | D     | Jawad El Yamiq  |
| 16 | Spagna (bandiera)    | A     | Sergi Guardiola |

| N. |                      | Ruolo | Calciatore        |
| -- | -------------------- | ----- | ----------------- |
| 17 | Spagna (bandiera)    | C     | Roque Mesa        |
| 18 | Spagna (bandiera)    | D     | Sergio Escudero   |
| 19 | Spagna (bandiera)    | A     | Toni Villa        |
| 19 | Brasile (bandiera)   | C     | Kenedy            |
| 20 | Ecuador (bandiera)   | A     | Juan Narváez      |
| 20 | Camerun (bandiera)   | C     | Martin Hongla     |
| 21 | Spagna (bandiera)    | C     | Iván Sánchez      |
| 22 | Senegal (bandiera)   | A     | Sekou Gassama     |
| 22 | Venezuela (bandiera) | C     | Darwin Machís     |
| 23 | Marocco (bandiera)   | C     | Anuar             |
| 24 | Spagna (bandiera)    | D     | Joaquín Fernández |
| 25 | Canada (bandiera)    | C     | Cyle Larin        |
| 27 | Spagna (bandiera)    | D     | Iván Fresneda     |
| 32 | Spagna (bandiera)    | D     | David Torres      |
| 39 | Brasile (bandiera)   | D     | Lucas Rosa        |

## Calciomercato

### Sessione estiva
| Acquisti         | Acquisti          | Acquisti                | Acquisti                   |
| R.               | Nome              | da                      | Modalità                   |
| ---------------- | ----------------- | ----------------------- | -------------------------- |
| A                | Gonzalo Plata     | Sporting Lisbona        | definitivo (3 milioni €)   |
| C                | Monchu            | Granada                 | definitivo (1,2 milioni €) |
| A                | Kenedy            | Chelsea                 | definitivo (500 mila €)    |
| C                | Mickaël Malsa     | Levante                 | definitivo (500 mila €)    |
| A                | Iván Sánchez      | Birmingham City         | definitivo (100 mila €)    |
| P                | Sergio Asenjo     | Villarreal              | gratuito                   |
| D                | Zouhair Feddal    | Sporting Lisbona        | gratuito                   |
| D                | Sergio Escudero   | Granada                 | gratuito                   |
| Altre operazioni |                   |                         |                            |
| R.               | Nome              | a                       | Modalità                   |
| A                | Sergi Guardiola   | Rayo Vallecano          | fine prestito              |
| C                | Rubén Alcaraz     | Cadice                  | fine prestito              |
| D                | Lucas Olaza       | Elche                   | fine prestito              |
| C                | Kike Pérez        | Elche                   | fine prestito              |
| C                | Fede San Emeterio | Cadice                  | fine prestito              |
| D                | Diego Alende      | Lugo                    | fine prestito              |
| A                | Sekou Gassama     | Malaga                  | fine prestito              |
| A                | Víctor García     | Deportivo La Coruña     | fine prestito              |
| P                | José Antonio Caro | Burgos                  | fine prestito              |
| A                | Stiven Plaza      | Independiente del Valle | fine prestito              |

| Cessioni         | Cessioni          | Cessioni            | Cessioni                 |
| R.               | Nome              | a                   | Modalità                 |
| ---------------- | ----------------- | ------------------- | ------------------------ |
| C                | Rubén Alcaraz     | Cadice              | definitivo (1 milione €) |
| D                | Saidy Janko       | Bochum              | prestito (300 mila €)    |
| A                | Toni Villa        | Girona              | gratuito                 |
| C                | Fede San Emeterio | Cadice              | gratuito                 |
| D                | Nacho Martínez    | Tenerife            | gratuito                 |
| D                | Kiko Olivas       | Cartagena FC        | gratuito                 |
| A                | Waldo Rubio       | Tenerife            | gratuito                 |
| A                | Pablo Hervías     | Malaga              | gratuito                 |
| A                | Diego Alende      | FC Andorra          | gratuito                 |
| A                | Víctor García     | Alcorcón            | gratuito                 |
| P                | José Antonio Caro | Burgos              | gratuito                 |
| A                | Stiven Plaza      | N.Y. Red Bulls      | gratuito                 |
| A                | Sekou Gassama     | Racing Santander    | prestito                 |
| A                | Hugo Vallejo      | Ponferradina        | prestito                 |
| A                | Paulo Vitor       | Rio Ave             | prestito                 |
| D                | Raúl Carnero      | Deportivo La Coruña | prestito                 |
| P                | Roberto           |                     | ritiro                   |
| Altre operazioni |                   |                     |                          |
| R.               | Nome              | a                   | Modalità                 |
| A                | Gonzalo Plata     | Sporting Lisbona    | fine prestito            |
| A                | Jon Morcillo      | Athletic Bilbao     | fine prestito            |
| C                | Monchu            | Granada             | fine prestito            |
| A                | Cristo González   | Udinese             | fine prestito            |
| A                | Iván Sánchez      | Birmingham City     | fine prestito            |
| A                | Josema            | Elche               | fine prestito            |

#### Sessione invernale
| Acquisti | Acquisti      | Acquisti       | Acquisti                 |
| R.       | Nome          | da             | Modalità                 |
| -------- | ------------- | -------------- | ------------------------ |
| C        | Selim Amallah | Standard Liegi | definitivo (1 milione €) |
| A        | Selim Amallah | Juárez         | gratuito                 |
| A        | Cyle Larin    | Club Bruges    | prestito                 |
| C        | Martin Hongla | Verona         | prestito                 |

| Cessioni | Cessioni        | Cessioni   | Cessioni |
| R.       | Nome            | a          | Modalità |
| -------- | --------------- | ---------- | -------- |
| D        | Zouhair Feddal  | Alanyaspor | gratuito |
| A        | Shon Weissman   | Granada    | prestito |
| A        | Sergi Guardiola | Cadice     | prestito |
| C        | Mickaël Malsa   | Kasımpaşa  | prestito |
| A        | Juan Narváez    | Leganés    | prestito |

## Risultati

### Primera División

#### Girone di andata
| Arbitro: | Melero López |

|  |           |                            |
|  | Marcatori | 49’ Jackson 81’, 90’ Baena |

| Arbitro: | Pulido Santana |

|           |           |           |
| Rekik 86’ | Marcatori | 80’ Anuar |

| Arbitro: | De Burgos Bengoetxea |

|                                              |           |  |
| Lewandowski 24’, 64’ Pedri 43’ Roberto 90+2’ | Marcatori |  |

| Arbitro: | González Fuertes |

|                |           |  |
| Weissman 90+3’ | Marcatori |  |

| Arbitro: | Soto Grado |

|                       |           |            |
| Reinier 21’ Romeu 88’ | Marcatori | 38’ Monchu |

| Arbitro: | José María Sánchez Martínez |

|  |           |               |
|  | Marcatori | 90+2’ Negredo |

| Arbitro: | Muñiz Ruiz |

|                              |           |                                |
| Borja Mayoral 29’ Suárez 31’ | Marcatori | 20’ (rig.), 37’ León 49’ Plano |

| Valladolid 9 ottobre 2022, ore 14:00 CEST 8ª giornata | Real Valladolid  | 0 – 0 referto | Real Betis | Stadio municipale José Zorrilla (22 561 spett.)\| Arbitro: \| del Cerro Grande \| |
| Arbitro:                                              | del Cerro Grande |               |            |                                                                                   |

| Arbitro: | Mateu Lahoz |

|            |           |  |
| Joselu 78’ | Marcatori |  |

| Arbitro: | Valentín Pizarro Gómez |

|                                       |           |           |
| Mesa 32’ Joaquín F. 62’ León 74’, 79’ | Marcatori | 28’ Óscar |

| Arbitro: | Figueroa Vázquez |

|          |           |  |
| León 16’ | Marcatori |  |

| Arbitro: | Cuadra Fernández |

|                     |           |  |
| Ávila 13’ Gómez 19’ | Marcatori |  |

| Arbitro: | De Burgos Bengoetxea |

|                                 |           |           |
| Javi Sanchez 40’ Roque Mesa 46’ | Marcatori | 63’ Josan |

| Arbitro: | de Mera Escuderos |

|                              |           |  |
| Guruzeta 18’, 51’ Vivian 78’ | Marcatori |  |

| Arbitro: | Munuera Montero |

|  |           |                         |
|  | Marcatori | 83’ (rig.), 89’ Benzema |

| Arbitro: | Pizarro Gómez |

|             |           |  |
| Prats 90+4’ | Marcatori |  |

| Arbitro: | Melero López |

|  |           |             |
|  | Marcatori | 65’ Palazón |

| Arbitro: | de Burgos Bengoetxea |

|                                      |           |  |
| Morata 18’ Griezmann 23’ Hermoso 28’ | Marcatori |  |

| Arbitro: | Figueroa Vázquez |

|           |           |  |
| Larin 90’ | Marcatori |  |

#### Girone di ritorno
| Arbitro: | González Fuertes |

|  |           |           |
|  | Marcatori | 73’ Larin |

| Valladolid 12 febbraio 2023, ore 18:30 CET 21ª giornata | Real Valladolid  | 0 – 0 referto | Osasuna | José Zorrilla (21 102 spett.)\| Arbitro: \| Cuadra Fernández \| |
| Arbitro:                                                | Cuadra Fernández |               |         |                                                                 |

| Arbitro: | Mateu Lahoz |

|                                |           |           |
| Juanmi 2’ Canales 45+4’ (rig.) | Marcatori | 30’ Larin |

| Arbitro: | Ricardo de Burgos Bengoetxea |

|                              |           |  |
| Seferović 17’ Veiga 32’, 64’ | Marcatori |  |

| Arbitro: | Pizarro Gómez |

|                           |           |                 |
| I. Sánchez 25’ Aguado 62’ | Marcatori | 87’ Braithwaite |

| Arbitro: | de Mera Escuderos |

|                    |           |          |
| Tete Morente 90+6’ | Marcatori | 4’ Larin |

| Arbitro: | Rojas |

|           |           |                                        |
| Larin 74’ | Marcatori | 30’ I. Martínez 57’ Guruzeta 78’ Vesga |

| Arbitro: | Pulido Santana |

|                                                             |           |  |
| Rodrygo 22’ Benzema 29’, 32’, 36’ Asensio 73’ Vázquez 90+1’ | Marcatori |  |

| Arbitro: | Muñiz Ruiz |

|                                 |           |                                       |
| Kike 33’ Amallah 68’ Monchu 86’ | Marcatori | 53’, 90+4’ (rig.) Muriqi 58’ Morlanes |

| Arbitro: | Iglesias Villanueva |

|            |           |                         |
| Capoue 74’ | Marcatori | 2’ Amallah 34’ El Yamiq |

| Arbitro: | Melero López |

|            |           |  |
| Monchu 24’ | Marcatori |  |

| Arbitro: | Munuera Montero |

|                           |           |          |
| Diakhaby 60’ Guerra 90+3’ | Marcatori | 6’ Larin |

| Arbitro: | Mateu Lahoz |

|                               |           |                                                                            |
| Larin 42’ (rig.) Escudero 74’ | Marcatori | 20’ Molina 24’ J.M. Giménez 38’ Morata 86’ (aut.) Joaquín F. 90+3’ Memphis |

| Arbitro: | de Mera Escuderos |

|                          |           |          |
| De Tomás 48’ Camello 80’ | Marcatori | 84’ León |

| Arbitro: | Ortiz Arias |

|  |           |                                |
|  | Marcatori | 50’ Mir 78’ Gómez 90+3’ Corona |

| Arbitro: | Martínez Munuera |

|                   |           |  |
| Bongonda 69’, 76’ | Marcatori |  |

| Arbitro: | Soto Grado |

|                                                  |           |                 |
| Christensen 2’ (aut.) Larin 22’ (rig.) Plata 73’ | Marcatori | 84’ Lewandowski |

| Almeria 28 maggio 2023, ore 18:30 CEST 37ª giornata | Almería        | 0 – 0 referto | Real Valladolid | Power Horse Stadium (14 608 spett.)\| Arbitro: \| Alberola Rojas \| |
| Arbitro:                                            | Alberola Rojas |               |                 |                                                                     |

| Valladolid 4 giugno 2023, ore 21:00 CEST 38ª giornata | Real Valladolid | 0 – 0 referto | Getafe | Stadio municipale José Zorrilla (25 517 spett.)\| Arbitro: \| Munuera Montero \| |
| Arbitro:                                              | Munuera Montero |               |        |                                                                                  |

### Coppa del Re
| Arbitro: | González Fuertes |

|  |           |                           |
|  | Marcatori | 12’ (aut.) Faria 39’ León |

| Arbitro: | Carlos Del Cerro Grande |

|                |           |                                                                |
| Bengoetxea 29’ | Marcatori | 35’ Escudero 45’ Weissman 53’ I. Sánchez 76’ K. Pérez 81’ León |

| Arbitro: | Munuera Montero |

|           |           |  |
| Sylla 11’ | Marcatori |  |

## Statistiche

### Statistiche di squadra
| Competizione     | Punti | In casa | In casa | In casa | In casa | In casa | In casa | In trasferta | In trasferta | In trasferta | In trasferta | In trasferta | In trasferta | Totale | Totale | Totale | Totale | Totale | Totale | DR  |
| Competizione     | Punti | G       | V       | N       | P       | Gf      | Gs      | G            | V            | N            | P            | Gf           | Gs           | G      | V      | N      | P      | Gf     | Gs     | DR  |
| ---------------- | ----- | ------- | ------- | ------- | ------- | ------- | ------- | ------------ | ------------ | ------------ | ------------ | ------------ | ------------ | ------ | ------ | ------ | ------ | ------ | ------ | --- |
| Primera División | 40    | 19      | 8       | 4       | 7       | 21      | 23      | 19           | 3            | 3            | 13           | 12           | 40           | 38     | 11     | 7      | 20     | 33     | 63     | -30 |
| Coppa del Re     | -     | 0       | 0       | 0       | 0       | 0       | 0       | 3            | 2            | 0            | 1            | 7            | 2            | 3      | 2      | 0      | 1      | 7      | 2      | +5  |
| Totale           | -     | 19      | 8       | 4       | 7       | 21      | 23      | 22           | 5            | 3            | 14           | 19           | 42           | 41     | 13     | 7      | 21     | 40     | 65     | -25 |